# Fetichismo de la mercancía
El fetichismo de la mercancía (en alemán: Warenfetischismus) es un concepto creado por Karl Marx en su obra El Capital (1867) que describe la percepción de ciertas relaciones (especialmente la producción y el intercambio) no como relaciones entre personas, sino como relaciones sociales entre cosas (el dinero y las mercancías intercambiadas en el mercado). En la época de Marx, el término fetiche se usaba principalmente en relación con las religiones animistas. Marx traslada el concepto de fetiche a los fenómenos de la economía política. En una sociedad productora de mercancías, estas aparentan tener una voluntad independiente de quienes la produjeron, es decir, fantasmagórica. Es la ocultación de la explotación que es sujeto el proletario, al presentarse las mercancías ante los consumidores sin que ellos observen la explotación (plusvalía).

El carácter misterioso de la forma mercancía estriba, por tanto, pura y simplemente, en que proyecta ante los hombres el carácter social del trabajo de éstos como si fuese un carácter material de los propios productos de su trabajo, un don natural social de estos objetos y como si, por tanto, la relación social que media entre los productores y el trabajo colectivo de la sociedad fuese una relación social establecida entre los mismos objetos, al margen de sus productores
K. Marx El Capital, Libro primero, Volumen I, Sección I, Cap. I, La Mercancía.

En este fetichismo de la mercancía, describe Michael Heinrich, son "inversiones que no surgen de la manipulación de la clase dominante, sino de la estructura de la sociedad burguesa y de la actividad que reproduce constantemente esta estructura". El valor económico se percibe como algo que surge y reside dentro de las mercancías mismas, y no de la serie de relaciones interpersonales que producen la mercancía y evolucionan su valor de cambio. Como dice Slavoj Žižek en Menos que nada: la "lógica del valor de cambio sigue su propio camino, su propia danza enloquecida, independientemente de las necesidades de la gente real". El resultado es la apariencia de una relación directa entre las cosas y no entre las personas, lo cual significa que las cosas (en este caso, las mercancías) asumirían el papel subjetivo que corresponde a las personas (en este caso, los productores de mercancías) y las personas el de las mercancías (fuerza de trabajo). Los "factores de producción" se "personifican" y las "relaciones de producción" se "cosifican".

Como valores, las mercancías son magnitudes sociales, es decir, algo absolutamente diferente de sus “propiedades” como “cosas”. Como valores, constituyen sólo relaciones de los hombres en su actividad productiva. [...] (E)s característico del trabajo basado en el intercambio privado que el carácter social del trabajo se “manifiesta” en una forma pervertida, como la “propiedad” de las cosas; que una relación social aparece como una relación entre cosas (entre productos, valores de uso, mercancías). Esta apariencia es aceptada como algo real por nuestro adorador del fetiche, y realmente cree que el valor de cambio de las cosas está determinado por sus propiedades como cosas, y es totalmente una propiedad natural de las cosas.
K. Marx Teorías sobre la plusvalía, Capítulo XX. Desintegración de la Escuela Ricardiana.

Este fetichismo está relacionado con el concepto de alienación de Marx, donde el objeto “cobra vida” y ocupa el lugar del sujeto, siendo para los demás ajeno la relación del productor con el producto.

La economía política oculta la alienación presente en la esencia del trabajo por el hecho de no considerar la relación inmediata entre el trabajador (el trabajo) y la producción.
K. Marx Manuscritos económicos y filosóficos de 1844.

La cuestión del fetichismo fue ignorada durante mucho tiempo en el marxismo-leninismo, que se consideró un residuo idealista dentro de la concepción materialista y científica de la obra. Es a partir de György Lukács en la década de 1920 que el fetichismo comienza a ser objeto de atención. Fue más adelante con Alfred Sohn-Rethel cuando se comienzan a sentar las bases conceptuales del fetichismo de la teoría del valor. Según Isaak Rubin, "la crítica económica de Marx consiste precisamente en su núcleo fundamental en el descubrimiento del carácter fetichista de la economía de mercado y, por extensión, de la economía capitalista". Ernest Mandel señala que el fetichismo de la mercancía no es solo "una prisión en la que encierra la falsa conciencia a las personas" sino además es "una necesidad al tiempo que una compulsión" del modo de producción capitalista. Slavoj Žižek combinó la definición psicoanalítica de fetiche "para crear una teoría de la mercancía que utiliza la noción de fantasía para explicar su peculiar poder para engañar". El fetichismo de la mercancía también es fundamental para la teoría de la sociedad del espectáculo de Guy Debord y la sociedad de consumo de Jean Baudrillard.

## Concepto del fetichismo

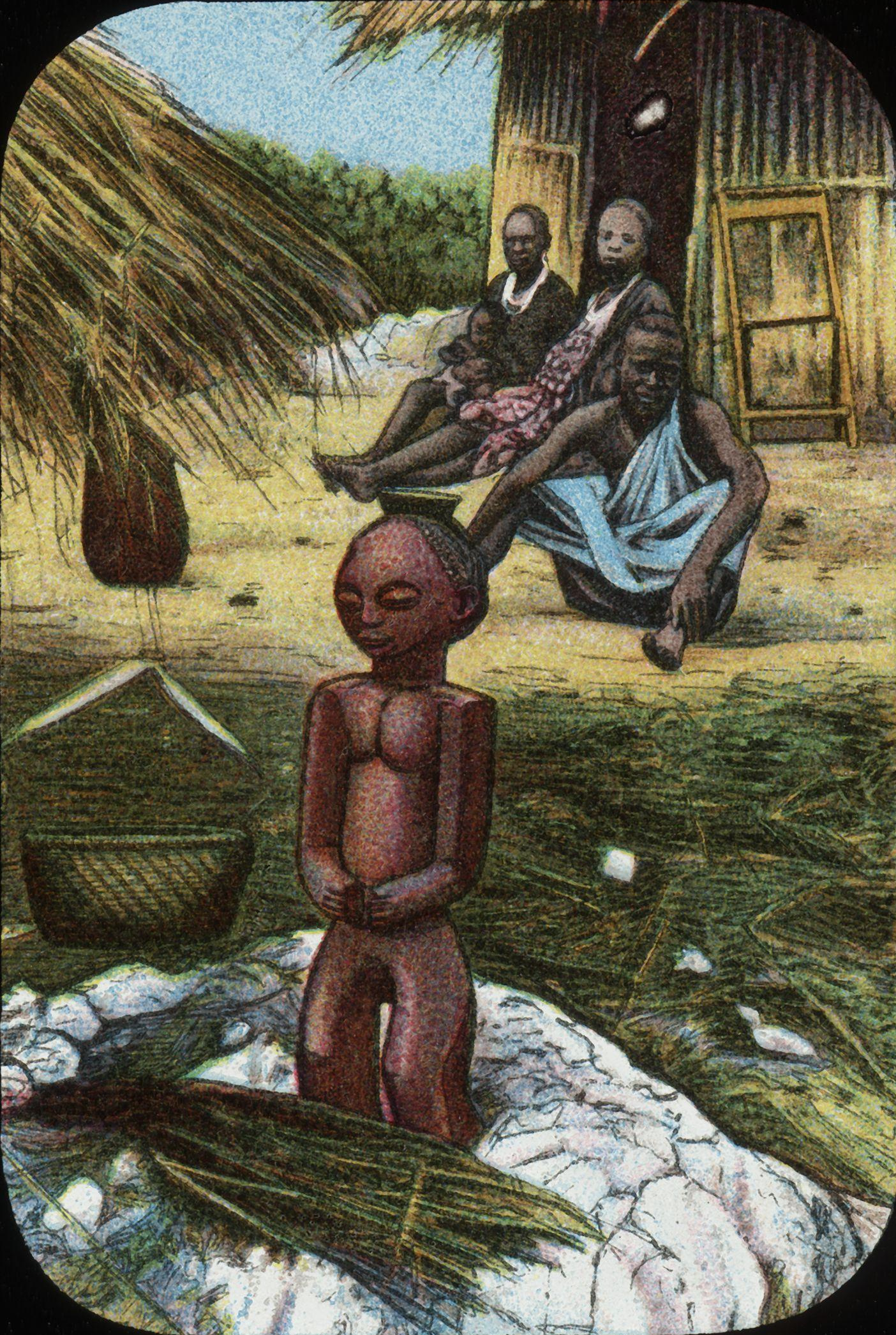
Ilustración de una figura fetiche sudafricana (c. 1900)

Karl Marx creó la teoría del fetichismo en sus análisis de la superstición religiosa y en la crítica de las creencias de los economistas políticos a partir de la noción de fetiche en la antropología y etnología, donde se refiere a un objeto sagrado que según sus adoradores tiene un poder sobrenatural. Marx tomó prestado el concepto de "fetichismo" de The Cult of Fetish Gods (1760) de Charles de Brosses, que propuso una teoría materialista del origen de la religión. La discusión filosófica del fetichismo estuvo presente en filósofos como Immanuel Kant, Georg Wilhelm Hegel, Auguste Comte y Ludwig Feuerbach. La interpretación psicológica de la religión también influyó en el desarrollo de Marx del fetichismo de la mercancía. 
La primera mención de Marx del fetichismo apareció en 1842, en su respuesta a un artículo de un periódico de Karl Heinrich Hermes, que defendía el Estado prusiano por motivos religiosos. Hermes estuvo de acuerdo con el filósofo alemán Hegel al considerar el fetichismo como la forma más cruda de religión. Marx rechazó ese argumento y la definición de religión de Hermes como aquello que eleva al hombre "por encima de los apetitos sensuales". En cambio, Marx dijo que el fetichismo es "la religión de los apetitos sensuales", y que la fantasía de los apetitos engaña al adorador del fetiche haciéndole creer que un objeto inanimado cederá su carácter natural para satisfacer los deseos del adorador. Por lo tanto, el apetito crudo del adorador del fetiche aplasta el fetiche cuando deja de ser útil.
La siguiente mención del fetichismo fue en los artículos del periódico Gaceta Renana de 1842 sobre "Los debates sobre la Ley acerca del Robo de la leña", donde Marx hablaba del fetichismo español del oro y el fetichismo alemán de la madera como mercancía:

Los salvajes de Cuba consideraban el oro como un fetiche de los españoles. Celebraban una fiesta en su honor, cantaban en círculo a su alrededor y luego la arrojaban al mar. Si los salvajes cubanos hubieran estado presentes en la sesión de la Asamblea de la provincia del Rin, ¿no habrían considerado la madera como el fetiche de los renanos? Pero una sesión posterior les habría enseñado que el culto a los animales está relacionado con este fetichismo, y habrían arrojado las liebres al mar para salvar a los seres humanos.

En los Manuscritos económicos y filosóficos de 1844, Marx habló del fetiche europeo del dinero de metales preciosos:

Las naciones que están aún cegadas por el brillo de los metales preciosos, y por ello adoran todavía el fetiche del dinero metálico, no son aún las naciones dinerarias perfectas. Oposición de Francia e Inglaterra. En el fetichismo, por ejemplo, se muestra hasta qué punto es la solución de los enigmas teóricos una tarea de la practica, una tarea mediada por la practica, hasta qué punto la verdadera práctica es la condición de una teoría positiva y real. La conciencia sensible del fetichista es distinta de la del griego porque su existencia sensible también es distinta. La enemistad abstracta entre sensibilidad y espíritu es necesaria en tanto que el sentido humano para la naturaleza, el sentido humano de la naturaleza y, por tanto, también el sentido natural del hombre, no ha sido todavía producido por el propio trabajo del hombre.

Por lo tanto, Karl Marx aplicó los conceptos de fetiche y fetichismo, derivados de estudios económicos y etnológicos, al desarrollo de la teoría del fetichismo de la mercancía, en la que una abstracción económica (valor) se transforma (cosifica) psicológicamente en un objeto, que la gente elige para creer tiene un valor intrínseco, en sí mismo. La tesis del fetichismo y la mistificación entra en contraste si se compara la tesis de El manifiesto comunista, donde el capitalismo sustiyó "un régimen de explotación, velado por los cendales de las ilusiones políticas y religiosas, por un régimen franco, descarado, directo, escueto, de explotación" (una anticipación de la «tesis del desencantamiento» de Max Weber) y la crítica de la ideología era un acto de denuncia para mostrar los "verdaderos intereses" de la clase dominante, mostrando así un cambio de la concepción de la realidad social de Marx entre 1848 y 1867.

## Teoría

### Explicación

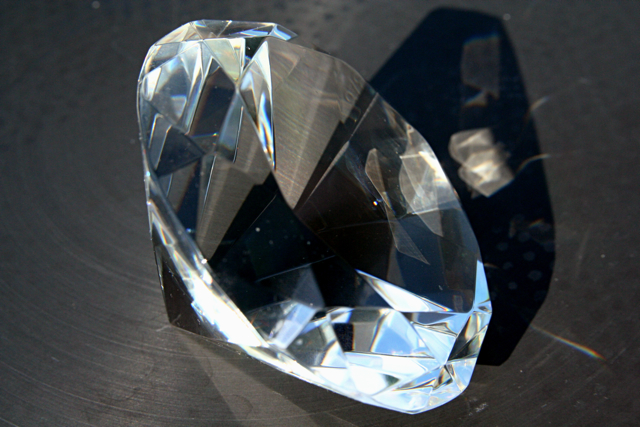
Aunque puede percibirse con un valor alto por el mero hecho de ser un diamante, para Marx el valor de un diamante es la cantidad de tiempo de trabajo socialmente necesario contenido en su producción; y "si con poco trabajo se lograra transformar carbón en diamantes, éstos podrían llegar a valer menos que ladrillos" (véase Paradoja del valor).

Las mercancías son fetiches en el sentido de que se cree en una oscura jerarquía o cualidad mágica de valor en las mercancías que las clasifica, haciendo que sea más valioso un diamante que el agua (para usar el famoso ejemplo de Adam Smith de La riqueza de las naciones de 1776), a pesar del hecho que el diamante tiene poco valor de uso.

A primera vista, una mercancía parece ser una cosa trivial, de comprensión inmediata. Su análisis demuestra que es un objeto endemoniado, rico en sutilezas metafísicas y reticencias teológicas. El carácter místico de la mercancía no deriva, por tanto, de su valor de uso. Tampoco proviene del contenido de las determinaciones de valor. [...] Lo misterioso de la forma mercantil consiste sencillamente, pues, en que la misma refleja ante los hombres el carácter social de su propio trabajo como caracteres objetivos inherentes a los productos del trabajo, como propiedades sociales naturales de dichas cosas, y, por ende, en que también refleja la relación social que media entre los productores y el trabajo global, como una relación social entre los objetos, existente al margen de los productores.
K. Marx El Capital, Libro primero, Volumen I, Sección I, Cap. I, La Mercancía.

Marx afirma que el fetichismo de la mercancía es algo intrínseco a las sociedades productoras de mercancías y servicios, ya que en ellas el proceso de producción se autonomiza de la voluntad del ser humano. 
En El capital Marx reconoce que relaciones de producción se "cosifican", ya que el intercambio es la única manera en que diferentes productores aislados se relacionan entre sí. El "trabajo abstracto socialmente necesario materializado se representa como el atributo social que tiene su producto para relacionar socialmente a su productor a través del cambio, o sea, como el valor de su producto específicamente determinado como mercancía. En el momento en que el productor de mercancías ejerce el control sobre su proceso individual de trabajo propio del individuo libre, debe someter su conciencia y voluntad a las potencias sociales encarnadas en el producto de su trabajo".

Por consiguiente, el que los hombres relacionen entre sí como valores los productos de su trabajo no se debe al hecho de que tales cosas cuenten para ellos como meras envolturas materiales de trabajo homogéneamente humano. A la inversa. Al equiparar entre sí en el cambio como valores sus productos heterogéneos, equiparan recíprocamente sus diversos trabajos como trabajo humano. No lo saben, pero lo hacen.
K. Marx El Capital, Libro primero, Volumen I, Sección I, Cap. I, La Mercancía.

De esta manera, el valor de las mercancías es determinado de manera independiente de los productores individuales, y cada productor debe producir su mercancía en términos de la satisfacción de necesidades ajenas. De esto resulta que la mercancía misma (o el mercado) parece determinar la voluntad del productor y no al revés. 

El carácter de tener valor, una vez impreso en los productos, adquiere fijeza sólo en razón de que actúan y reaccionan entre sí como cantidades de valor. Estas cantidades varían continuamente, independientemente de la voluntad, previsión y acción de los productores. Para ellos, su propia acción social toma la forma de la acción de objetos, que gobiernan a los productores en lugar de ser gobernados por ellos.
K. Marx Grundrisse

Pero es precisamente esa forma acabada del mundo de las mercancías -la forma de dinero- la que vela de hecho, en vez de revelar, el carácter social de los trabajos privados, y por tanto las relaciones sociales entre los trabajadores individuales. Si digo que la chaqueta, los botines, etc., se vinculan con el lienzo como con la encarnación general de trabajo humano abstracto, salta a la vista la insensatez de tal modo de expresarse. Pero cuando los productores de chaquetas, botines, etc., refieren esas mercancías al lienzo -o al oro y la plata, lo que en nada modifica la cosa como equivalente general, la relación entre sus trabajos privados y el trabajo social en su conjunto se les presenta exactamente bajo esa forma insensata.
K. Marx El Capital, Libro primero, Volumen I, Sección I, Cap. I, La Mercancía.

Marx también argumenta que la economía política clásica no puede salir del fetichismo de la mercancía, pues considera a la producción de mercancías como un hecho natural y no como un modo de producción histórico y, por lo tanto, transitorio. De este fetichismo que se da prácticamente en la producción y el intercambio de mercancías viene la sobreestimación teórica del proceso de intercambio sobre el proceso de producción. De ahí el culto al mercado de parte de algunos economistas, que consideran a la oferta y la demanda como determinaciones fundamentales del movimiento de la economía (ley de la oferta y la demanda).

Hasta qué punto una parte de los economistas se deja encandilar por el fetichismo adherido al mundo de las mercancías, o por la apariencia objetiva de las determinaciones sociales del trabajo, nos lo muestra, entre otras cosas, la tediosa e insulsa controversia en torno al papel que desempeñaría la naturaleza en la formación del valor de cambio. Como el valor de cambio es determinada manera social de expresar el trabajo empleado en una cosa, no puede contener más materia natural que, por ejemplo, el curso cambiario.
K. Marx El Capital, Libro primero, Volumen I, Sección I, Cap. I, La Mercancía.

### Fetichismo del dinero

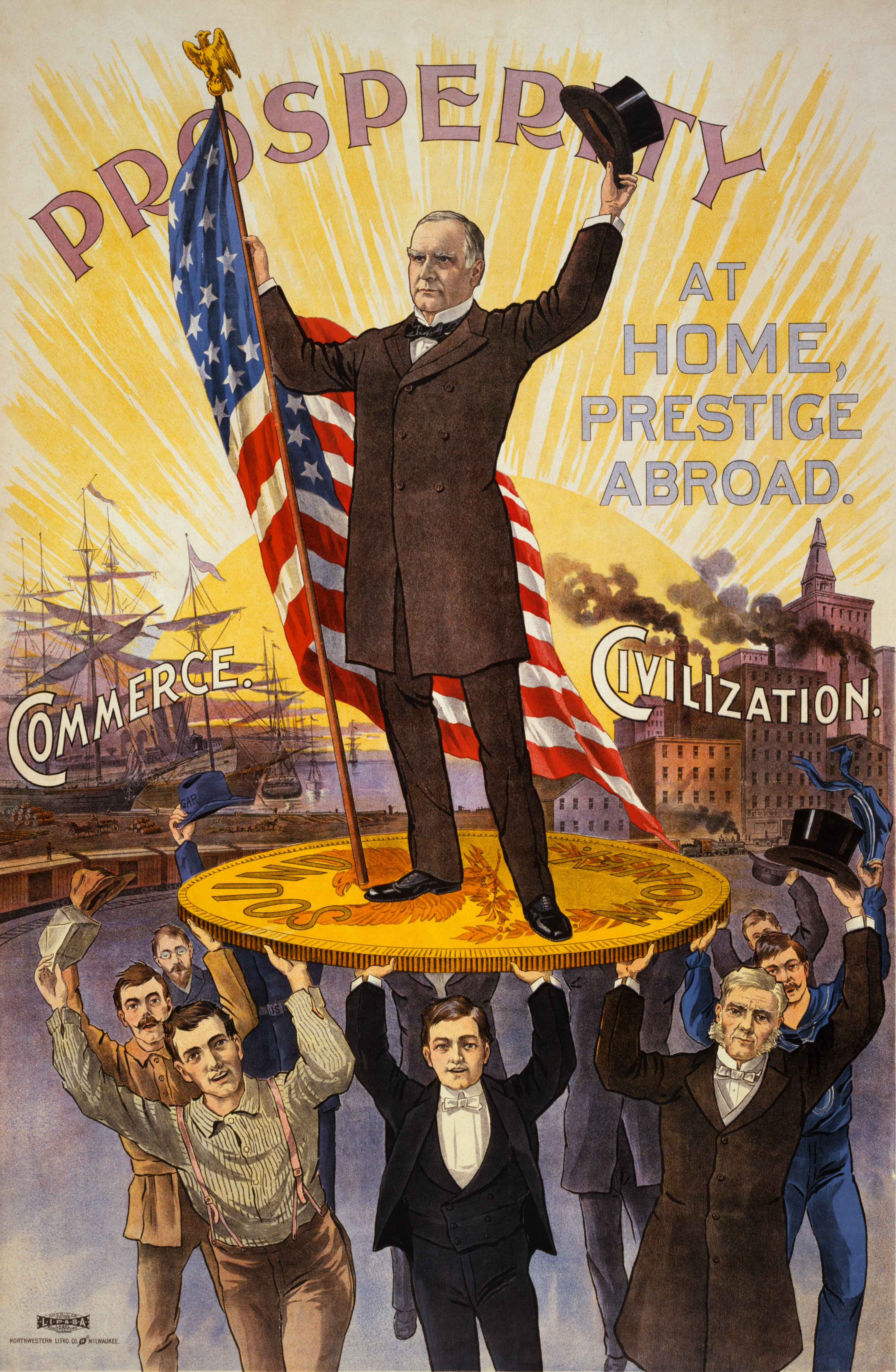
Cartel de la campaña presidencial de William McKinley de pie sobre una moneda de oro. Para Marx, el dinero es de todas las mercancías la más alienable y fetichizada.

Accedemos a las mercancías mediante el intercambio de dinero con aquellas instituciones que se benefician del trabajo del proletariado. Dado que solo nos relacionamos con esos productos, olvidamos el secreto oculto bajo los movimientos aparentes en los valores relativos de las mercancías. "El enigma que encierra el fetiche del dinero no es más, pues, que el enigma, ahora visible y deslumbrante, que encierra el fetiche de la mercancía". En la sociedad capitalista, el papel moneda es una representación del oro y la plata, casi sin valor propio pero mantenida en circulación por decreto estatal. Se convierten en "la encarnación directa de todo el trabajo humano", al igual que en las sociedades primitivas el tótem se convierte en la encarnación directa de la divinidad, separándose de su valor de uso para funcionar exclusivamente como valor de cambio. Por eso, "el dinero es la mercancía absolutamente alienable, porque son todas las demás mercancías despojadas de su forma, producto de su alienación universal".

El dinero humilla a todos los dioses del hombre y los convierte en una mercancía. El dinero es el valor general de todas las cosas, constituido en sí mismo. Ha despojado, por tanto, de su valor peculiar al mundo entero, tanto al mundo de los hombres como a la naturaleza. El dinero es la esencia del trabajo y de la existencia del hombre, enajenada de éste, y esta esencia extraña lo domina y es adorada por él.
Karl Marx (1843) Sobre la cuestión judía

De ahí la magia del dinero. El comportamiento puramente atomístico de los hombres en su proceso social de producción, y por consiguiente la figura de cosa que revisten sus propias relaciones de producción --figura que no depende de su control, de sus acciones individuales conscientes--, se manifiesta ante todo en que los productos de su trabajo adoptan en general la forma de mercancías. El enigma que encierra el fetiche del dinero no es más, pues, que el enigma, ahora visible y deslumbrante, que encierra el fetiche de la mercancía.
K. Marx El Capital, Libro primero, Volumen I, Sección I, Cap. II, El proceso del Intercambio.

El dinero, en la sociedad capitalista, es el único signo de poder y la única necesidad. Los hombres luchan por dinero. Es el objeto de todos los deseos. Se presenta como estado ideal de las cosas, como si toda mercancía fuera tal como el dinero, pero este solo es una pura abstracción de un desarrollo del intercambio mercantil, donde "en la misma medida en que se consuma la transformación de los productos del trabajo en mercancías, se lleva a cabo la transformación de la mercancía en dinero" y "la transformación de la mercancía en dinero y su reconversión de dinero en mercancía" o "M-D-M".

### Fetichismo del capital
En el cuarto capítulo, La transformación del dinero en capital, Marx describe el capital como valor en movimiento. Para expresar su movimiento o cambio de forma, utiliza la fórmula D – M – D' (dinero – mercancía– más dinero). El dinero se utiliza para comprar mercancías con el fin de venderlas nuevamente y recibir una mayor suma de dinero. Marx llama plusvalía a la diferencia entre D' y M. El punto de partida y el punto final de todo movimiento de este tipo es el dinero; el proceso no se dirige a alguna necesidad externa que le dé una medida y lo acabe.  El movimiento de capitales se convierte en un fin en sí mismo.
El capitalista da conciencia y voluntad al capital: como capitalista es el capital personificado. Debe tratar de utilizar su capital tanto como sea posible para seguir siendo competitivo; al carecer de los medios, no puede invertir y modernizar su negocio para competir contra la competencia. El capital es el "sujeto automático". Aunque no tiene vida, determina y guía el proceso. Aparentemente, el valor en forma de capital tiene la cualidad oculta de la autoexplotación.

Si fijamos las formas particulares de manifestación adoptadas alternativamente en su ciclo vital por el valor que se valoriza, llegaremos a las siguientes afirmaciones: el capital es dinero, el capital es mercancía. Pero, en realidad, el valor se convierte aquí en el sujeto de un proceso en el cual, cambiando continuamente las formas de dinero y mercancía, modifica su propia magnitud, en cuanto plusvalor se desprende de sí mismo como valor originario, se autovaloriza. El movimiento en el que agrega plusvalor es, en efecto, su propio movimiento, y su valorización, por tanto, autovalorización. Ha obtenido la cualidad oculta de agregar valor porque es valor. Pare crías vivientes, o, cuando menos, pone huevos de oro.
K. Marx El Capital, Libro primero, Volumen I, Sección I, Cap. IV, Transformación del dinero en capital.

Según Stephan Grigat, ya se puede hablar aquí de un fetichismo del capital. Análogamente al fetichismo de la mercancía, consiste en que se atribuye al capital una propiedad que no le es propiamente inherente, a saber, la propiedad de crear plusvalía a partir de sí mismo. El capital alcanza su “forma más externa y fetichista” con el nivel del capital que devenga intereses. En interés, se lleva al extremo la aparente autoexpansión del capital. D-D', dinero que crea más dinero, valor que se autovaloriza, sin el proceso que media los dos extremos.
Marx en el capítulo 24 del tomo III de El capital sostiene que "el capital que devenga intereses" es "su forma más superficial y fetichizada"; y "el final del tomo III, parte VII, se ocupa enteramente del pensamiento fetichizado del capitalista y de su portavoz, el economista vulgar".

D—D'. Tenemos aquí el punto de partida original del capital, el dinero en la fórmula D — M — D' reducido a sus dos extremos D — D', en los que D' = D + ΔD, dinero creando más dinero. Es la fórmula primaria y general del capital reducido a una condensación sin sentido. [...] En D — D' tenemos la forma sin sentido del capital, la perversión y objetivación de las relaciones de producción en su grado más alto, la forma que devenga interés, la forma simple del capital, en la que precede a su propio proceso de reproducción. Es la capacidad del dinero, o de una mercancía, de expandir su propio valor independientemente de la reproducción, lo cual es una mistificación del capital en su forma más flagrante.

K. Marx El Capital, Libro Tercero, Sección I, Parte V, Cap 24. Exteriorización de las relaciones de capital en forma de capital que devenga intereses

### Casos no fetichistas de producción

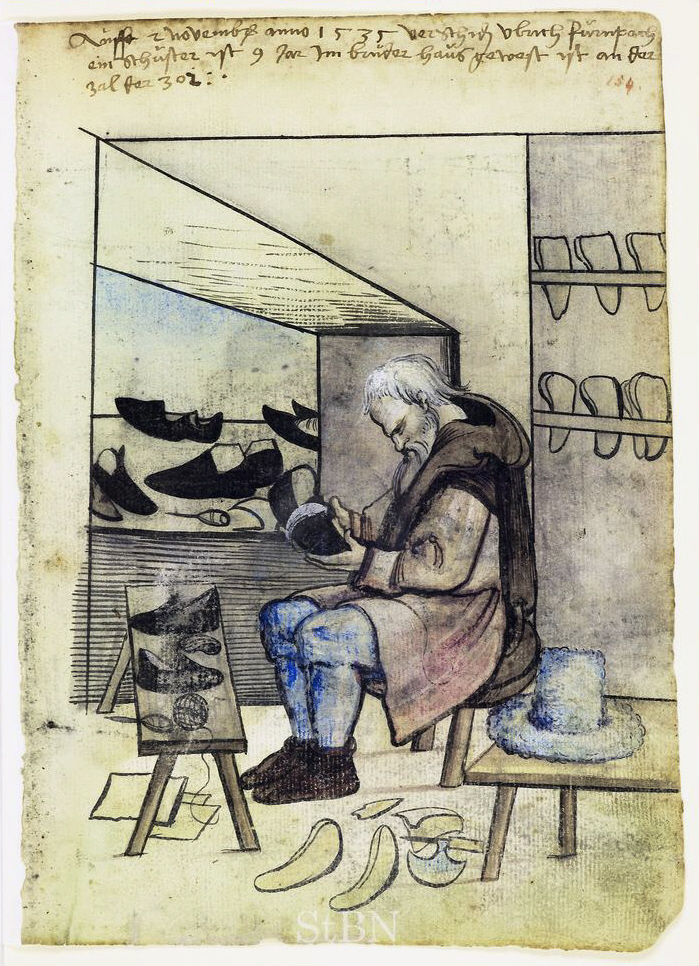
En el feudalismo, las mercancías aparecen ligados por lazos de dependencia personales.

Para enfatizar el carácter específico del fetichismo en la sociedad productora de mercancías, Marx da varios ejemplos de producción social no fetichistas. Uno de ellos es el de un náufrago en una isla, que debe repartir su tiempo entre los distintos trabajos útiles necesarios para producir los distintos bienes de subsistencia. Siendo el único productor y consumidor de estos bienes, claramente estos no son mercancías, y el náufrago distribuirá su día de trabajo entre los distintos trabajos útiles según lo vea necesario. El proceso de producción es determinado racionalmente por el propio productor/consumidor.
Friedrich Engels argumentó que: «el intercambio de mercancías data de una época situada antes de cualquier historia escrita, que en Egipto nos remonta por lo menos a tres mil quinientos o acaso cinco mil años, y en Babilonia a cuatro mil, y quizá seis mil años antes de nuestra era; por lo tanto, la ley del valor estuvo en vigencia durante un período de cinco a siete milenios». Según Engels, históricamente existió un tipo intercambio donde la producción no era trastornada por el capital, donde los productores independientes comercializan sus propias mercancías para obtener otras mercancías a cambio, que denominó "producción mercantil simple".

Al comienzo, ese intercambio tiene lugar de manera directa, sin intermediación del comerciante, en los días de mercado en las ciudades, que es cuando el campesino vende y efectúa sus compras. En este caso, asimismo, no sólo el campesino conoce las condiciones de trabajo del artesano, sino que también éste conoce las del campesino. [...] De ese modo, los hombres de la Edad Media estaban en condiciones de efectuar, cada uno de ellos, el cálculo de los costos de producción del otro en cuanto a materias primas, materiales auxiliares, tiempo de trabajo, con cierta precisión, cuando menos en lo que a artículos de consumo diario y generalizado respecta.
F. Engels. "Apendice y Notas complementarias al tomo III de El Capital".

Otro ejemplo, es la situación era diferente en el feudalismo: «nos encontramos con que aquí todos están ligados por lazos de dependencia: siervos de la gleba y terratenientes, vasallos y grandes señores, seglares y clérigos». Debido a que «las relaciones personales de dependencia constituyen la base social dada, los trabajos y productos no tienen por qué asumir una forma fantástica diferente de su realidad. Ingresan al mecanismo social en calidad de servicios directos y prestaciones en especie. La forma natural del trabajo, su particularidad, y no, como sobre la base de la producción de mercancías, su generalidad, es lo que aquí constituye la forma directamente social de aquél.» Luego, independientemente de los roles en los que los hombres se enfrentan en una sociedad, «las relaciones sociales existentes entre las personas en sus trabajos se ponen de manifiesto como sus propias relaciones personales y no aparecen disfrazadas de relaciones sociales entre las cosas, entre los productos del trabajo.»
Finalmente, Marx expone el caso de una «asociación de hombres libres que trabajen con medios de producción colectivos y empleen, conscientemente, sus muchas fuerzas de trabajo individuales como una fuerza de trabajo social». En este caso, tendríamos las mismas determinaciones del trabajo que en el caso del náufrago, «sólo que de manera social, en vez de individual». Todos los productos de esta asociación son sociales, de propiedad común, y por lo tanto no se enfrentan entre sí como mercancías. Sin importar cómo se regule la distribución del producto social entre los individuos que componen la asociación, «las relaciones sociales de los hombres con sus trabajos y con los productos de éstos, siguen siendo aquí diáfanamente sencillas, tanto en lo que respecta a la producción como en lo que atañe a la distribución». Las relaciones entre las personas son directas y claras, sin ser mediatizadas por las cosas.

[E]l concepto “valor” presupone “intercambios” de los productos. Donde el trabajo es comunal, las relaciones de los hombres en su producción social no se manifiestan como “valores” de “cosas”. El intercambio de productos como mercancías es un método de intercambio de trabajo, [demuestra] la dependencia del trabajo de cada uno del trabajo de los demás [y corresponde a] un cierto modo de trabajo social o producción social.
K. Marx Teorías sobre la plusvalía, Capítulo XX. Desintegración de la Escuela Ricardiana.

Según Engels, en el modo de producción socialista la producción estará destinada para el uso y dejará de aplicarse la ley del valor.

## Consecuencias

### Crítica de la economía política

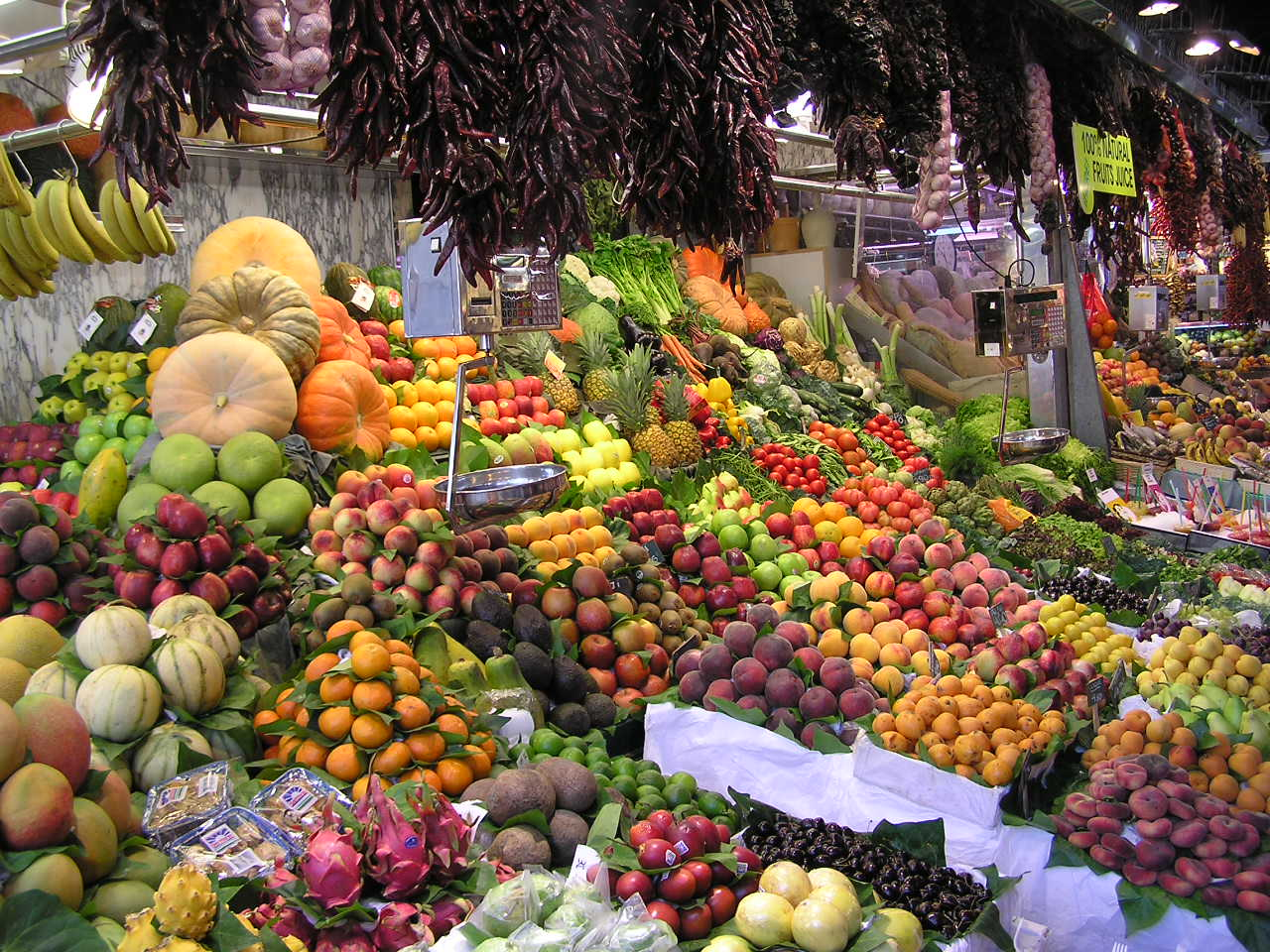
En el mercado, los productores y los consumidores solo se perciben mutuamente por medio del dinero y las mercancías que intercambian.

Marx propuso que en una sociedad donde los productores privados independientes comercian sus productos entre sí, por su propia voluntad e iniciativa, y sin mucha coordinación de intercambio de mercado, los volúmenes de producción y actividades comerciales se ajustan de acuerdo con los ''valores fluctuantes'' de los productos (bienes y servicios) a medida que se compran y venden, y de acuerdo con las fluctuaciones de la oferta y la demanda. Debido a que su convivencia social, y su significado, se expresa a través del intercambio de mercado (comercio y transacción), las personas no tienen otras relaciones entre sí. "Allí donde los economistas burgueses veían relaciones entre objetos (cambio de unas mercancías por otras), Marx descubrió relaciones entre personas".

[T]oda sociedad basada en la producción de mercancías presenta la particularidad de que en ella los productores pierden el mando sobre sus propias relaciones sociales. Cada cual produce por su cuenta, con los medios de producción de que acierta a disponer, y para las necesidades de su intercambio privado. Nadie sabe qué cantidad de artículos de la misma clase que los suyos se lanza al mercado, ni cuántos necesita éste; nadie sabe si su producto individual responde a una demanda efectiva, ni si podrá cubrir los gastos, ni siquiera, en general, si podrá venderlo. La anarquía impera en la producción social. [...] El producto impera sobre el productor.
F. Engels (1880), "Del socialismo utópico al socialismo científico", Capítulo II.

Por tanto, las relaciones sociales están continuamente mediadas y expresadas con objetos (mercancías y dinero). La relación de las mercancías comercializadas dependerá de los costes de producción, que se pueden reducir a cantidades de trabajo humano, aunque el trabajador no tiene control sobre lo que sucede con las mercancías que produce. (Ver: Entfremdung en la teoría marxista de la alienación)

Ningún científico hasta la fecha ha descubierto todavía qué cualidades naturales hacen que proporciones definidas de tabaco rapé y pinturas sean "equivalentes" entre sí. Así él, el sabio, transforma el valor en algo absoluto, “una propiedad de las cosas”, en lugar de ver en él sólo algo relativo, la relación de las cosas con el trabajo social, el trabajo social basado en el intercambio privado, en el que las cosas se definen no como entidades independientes, sino como meras expresiones de la producción social.
K. Marx Teorías sobre la plusvalía, Capítulo XX. Desintegración de la Escuela Ricardiana.

### Valor objetivado
El valor de una mercancía se origina en la capacidad intelectual y perceptiva del ser humano para atribuir conscientemente (subjetivamente) un valor relativo (importancia) a una mercancía, los bienes y servicios fabricados por el trabajo de un trabajador. Por lo tanto, en el curso de las transacciones económicas (compra y venta) que constituyen el intercambio de mercado, la gente atribuye valores subjetivos a las mercancías (bienes y servicios), que los compradores y vendedores perciben como valores objetivos, los precios de intercambio de mercado que la gente pagará por los productos básicos.

### Naturalización del mercado
En una sociedad capitalista, la percepción humana de que "el mercado" es una entidad independiente y sensible, es cómo los compradores, vendedores y productores naturalizan el intercambio de mercado (las elecciones y decisiones humanas que constituyen el comercio) como una serie de fenómenos naturales que suceden por su propia cuenta. Tales eran los argumentos de economía política de los economistas a quienes Karl Marx criticaba cuando hablaban de los "equilibrios naturales" de los mercados, como si el precio (valor) de una mercancía fuera independiente de la voluntad e iniciativa de los productores capitalistas, compradores, y vendedores de productos básicos.[cita requerida]
En el siglo XVIII, el filósofo y economista escocés Adam Smith en La riqueza de las naciones (1776) propuso que las actividades de "trueque e intercambio" del mercado eran representaciones económicas correspondientes de la naturaleza humana, es decir, la compra y venta de productos básicos eran actividades intrínsecas al mercado y, por tanto, constituyen el "comportamiento natural" del mercado. Por lo tanto, Smith propuso que una economía de mercado era una entidad autorreguladora que "naturalmente" tendía hacia el equilibrio económico, en el que los precios relativos (el valor) de una mercancía aseguraban que los compradores y vendedores obtenían lo que querían para y de sus bienes y servicios.
En el siglo XIX, Karl Marx contradijo el artificio de la "naturalización del comportamiento del mercado" de Adam Smith como una apología político-ideológica —por y para los capitalistas— que permitía que las elecciones y decisiones económicas humanas fueran tergiversadas como "hechos de la vida" fijos., más que como las acciones humanas que resultaron de la voluntad de los productores, los compradores y los vendedores de los productos básicos comercializados en el mercado. Tales "leyes económicas inmutables" son lo que Capital: Crítica de la economía política (1867) reveló sobre el funcionamiento del modo de producción capitalista., cómo circulan los bienes y servicios (productos básicos) entre una sociedad; y así explicar el fenómeno psicológico del fetichismo de la mercancía, que atribuye un valor objetivo independiente y una realidad a una cosa que no tiene ningún valor inherente, aparte del valor que le dan el productor, el vendedor y el comprador de la mercancía.

Hasta qué punto una parte de los economistas se deja encandilar por el fetichismo adherido al mundo de las mercancías, o por la apariencia objetiva de las determinaciones sociales del trabajo, nos lo muestra, entre otras cosas, la tediosa e insulsa controversia en torno al papel que desempeñaría la naturaleza en la formación del valor de cambio. Como el valor de cambio es determinada manera social de expresar el trabajo empleado en una cosa, no puede contener más materia natural que, por ejemplo, el curso cambiario.
K. Marx El capital, Libro primero, Volumen I, Sección I, Cap. I, Mercancía y dinero.

### Máscara de personaje
En una economía capitalista, una máscara de personaje (Charaktermaske) es el papel funcional con el que una persona se relaciona y con el que se relaciona en una sociedad compuesta por clases sociales estratificadas, especialmente en las relaciones y transacciones de intercambio de mercado; así, en el curso de la compra y venta, las mercancías (bienes y servicios) suelen aparecer de forma diferente a como son, porque están enmascaradas (oscurecidas) por el juego de roles del comprador y el vendedor. 

Aquí, las personas sólo existen unas para otras como representantes de la mercancía, y por ende como poseedores de mercancías. En el curso ulterior de nuestro análisis veremos que las máscaras que en lo económico asumen las personas, no son más que personificaciones de las relaciones económicas como portadoras de las cuales dichas personas se enfrentan mutuamente.
K. Marx El Capital, Libro primero, Volumen I, Sección I, Cap. II, El proceso del Intercambio.

Además, debido a que la economía capitalista de una sociedad de clases es un sistema intrínsecamente contradictorio, el enmascaramiento del verdadero carácter socioeconómico de la transacción es una característica integral de su función y operación como intercambio de mercado. En el transcurso de la competencia comercial entre ellos, compradores, vendedores y productores no pueden hacer negocios (competición) sin confidencialidad, así la necesidad de las máscaras de caracteres que oscurecen el verdadero motivo económico.
En el centro de la crítica marxista de la economía política es el oscurantismo del contrato de trabajo jurídico, entre el trabajador y el capitalista, que enmascara la verdadera naturaleza explotadora de su relación económica: que el trabajador no vende su trabajo y el de ella, sino que el trabajador vende la fuerza de trabajo individual, la capacidad humana para realizar un trabajo y fabricar mercancías (bienes y servicios) que rinden beneficios al productor. El contrato de trabajo es la máscara que oscurece la explotación económica de la diferencia entre el salario pagado por el trabajo del trabajador y el nuevo valor creado por el trabajo del trabajador.
Marx estableció así que la creación de riqueza en una sociedad capitalista se basa en "las porciones de trabajo remuneradas y no remuneradas [que] están inseparablemente mezcladas entre sí, y la naturaleza de toda la transacción está completamente enmascarada por la intervención de un contrato, y la paga recibida al final de la semana"; y que:

La economía vulgar en realidad no hace más que interpretar, sistematizar y convertir en apologética, de manera doctrinaria, las ideas de los agentes atrapados en las relaciones de producción burguesas. Por tanto, no debe sorprendernos que, precisamente dentro de la forma enajenada de aparición de las relaciones económicas en la que se dan estas contradicciones prima facie absurdas y completas, y toda ciencia sería superflua si la forma de aparición de las cosas coincidiera directamente con su esencia, precisamente aquí la economía vulgar se siente completamente en casa, y estas relaciones le parecen tanto más evidentes por sí mismas cuanto más se le oculta su interconexión interna, aunque estas relaciones sean comprensibles para la mente popular.

### Opacidad de las relaciones económicas
La valoración principal del valor comercial de bienes y servicios (mercancías) se expresa como precios monetarios. Los compradores y los vendedores determinan y establecen las relaciones económicas y financieras; y luego comparar los precios y las tendencias de precios del mercado. Además, debido al enmascaramiento del verdadero motivo económico, ni el comprador, ni el vendedor, ni el productor perciben y comprenden cada actividad laboral humana requerida para entregar las mercancías (bienes y servicios), ni perciben a los trabajadores cuyo trabajo facilitó la compra de productos básicos. Los resultados económicos de tal trabajo humano colectivo se expresan como los valores y los precios de las mercancías; las relaciones de valor entre la cantidad de trabajo humano y el valor de la mercancía suministrada.

## Aplicaciones

### Teoría cultural

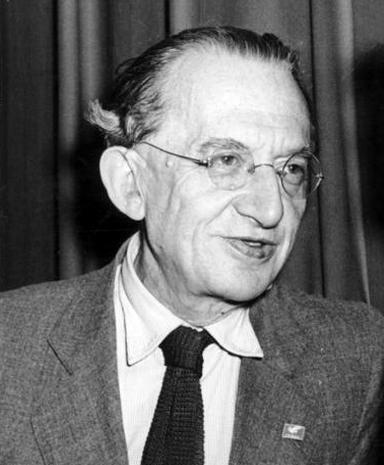
György Lukács desarrolló el fetichismo de la mercancía de Karl Marx para desarrollar la teoría de la reificación.

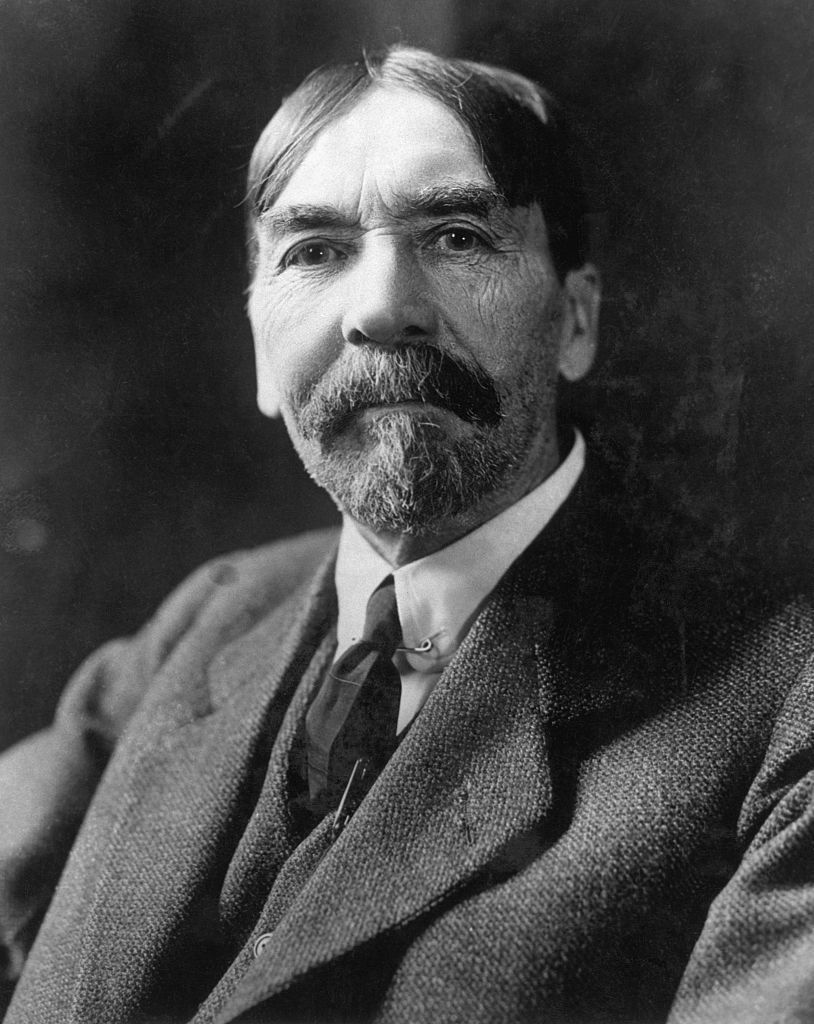
Thorstein Veblen propuso el consumo conspicuo de mercancías como la búsqueda del prestigio social.

Desde el siglo XIX, cuando Karl Marx presentó la teoría del fetichismo de la mercancía, en la Sección 4, "El fetichismo de las mercancías y su secreto", del primer capítulo de El capital: Crítica de la economía política (1867), los conceptos constitutivos de la teoría, y sus explicaciones sociológicas y económicas, han resultado proposiciones intelectualmente fértiles que permiten la aplicación de la teoría (interpretación, desarrollo, adaptación) al estudio, examen y análisis de otros aspectos culturales de la economía política del capitalismo, tales como:

#### Sexualidad sublimada
La teoría del fetichismo sexual, que Alfred Binet presentó en el ensayo Le fétichisme dans l'amour: la vie psychique des micro-organismes, l'intensité des images mentales, etc. (Fetichismo en el amor: la vida psíquica de los microorganismos, Intensity of Mental Images, etc., 1887), se aplicó para interpretar el fetichismo de la mercancía como tipos de relaciones económicas cargadas sexualmente, entre una persona y una mercancía (bienes y servicios), como en el caso de la publicidad, que es una actividad comercial. empresa que atribuye cualidades humanas (valores) a una mercancía, para persuadir al comprador de que adquiera los bienes y servicios anunciados. 

#### Prestigio social
En los siglos XIX y XXI, Thorstein Veblen (The Theory of the Leisure Class: An Economic Study of Institutions, 1899) y Alain de Botton (Status Anxiety, 2004) respectivamente desarrollaron la relación de estatus social (prestigio) entre el productor de bienes de consumo y las aspiraciones de prestigio del consumidor. Para evitar la ansiedad por el estado de no ser o pertenecer a "la clase social adecuada", el consumidor establece una identidad personal (social, económica, cultural) que se define y expresa por las mercancías (bienes y servicios) que compra, posee y utiliza; el dominio de cosas que comunican las "señales correctas" de prestigio social, de pertenencia. (Ver: Consumo conspicuo).

Los símbolos de status visiblemente dividen al mundo social en categorías de personas, ayudando de ese modo a mantener solidaridad dentro de una categoría y hostilidad entre categorías diferentes.
Erving Goffman, Símbolos de status de clase.

#### Reificación
En Historia y conciencia de clase (1923), György Lukács partió de la teoría del fetichismo de la mercancía para su desarrollo de la cosificación (la transformación psicológica de una abstracción en un objeto concreto) como el principal obstáculo para la conciencia de clase. Sobre lo cual Lukács dijo: "Así como el sistema capitalista se produce y se reproduce económicamente continuamente en niveles superiores, la estructura de reificación se hunde progresivamente más profundamente, más fatalmente y más definitivamente en la conciencia del Hombre" - de ahí, mercantilización impregnaba toda actividad humana consciente, ya que el crecimiento del capitalismo mercantilizaba cada esfera de la actividad humana en un producto que se puede comprar y vender en el mercado. Lukács definió este tipo de reificación de la siguiente manera: "Su base descansa en que la relación entre personas toma el carácter de una cosa, adquiriendo una 'objetividad fantasma', una autonomía que parece tan estrictamente racional y amplia como para ocultar todo rastro de su naturaleza fundamental: la relación entre personas". (Ver: Verdinglichung en la Teoría de la cosificación de Marx).

#### Cultura industrializada
El fetichismo de la mercancía es teóricamente central en la filosofía de la Escuela de Fráncfort, especialmente en el trabajo del sociólogo Theodor Adorno, que describe cómo las formas de comercio invaden la psique humana; cómo el comercio coloca a una persona en un papel que no es de su creación; y cómo las fuerzas comerciales afectan el desarrollo de la psique. En el libro Dialéctica de la ilustración (1944), Adorno y Max Horkheimer presentaron la teoría de la industria cultural para describir cómo la imaginación humana (actividad artística, espiritual, intelectual) se mercantiliza cuando se subordina a las "leyes comerciales naturales" del mercado.
Para el consumidor, los bienes y servicios culturales vendidos en el mercado parecen ofrecer la promesa de una individualidad creativa y ricamente desarrollada, pero la mercantilización inherente restringe y atrofia severamente la psique humana, de modo que el hombre y la mujer consumidores tienen poco "tiempo para mí", debido a la continua personificación de roles culturales sobre los cuales él y ella ejercen poco control. Al personificar tales identidades culturales, la persona es un consumidor pasivo, no el creador activo, de su vida; la vida prometida de la creatividad individualista es incompatible con las normas colectivistas comerciales de la cultura burguesa.

#### Narcisismo de las mercancías
En el estudio From Commodity Fetishism to Commodity Narcissism (2012), los investigadores aplicaron la teoría marxista del fetichismo de las mercancías para analizar psicológicamente el comportamiento económico (compra y venta) del consumidor contemporáneo. Con el concepto de narcisismo de las mercancías, los psicólogos Stephen Dunne y Robert Cluley propusieron que los consumidores que afirman estar éticamente preocupados por el origen de fabricación de las mercancías se comportan, no obstante, como si ignoraran las condiciones laborales de explotación en las que los trabajadores producían los bienes y servicios, comprado por el "consumidor interesado"; que, dentro de la cultura del consumismo, hombres y mujeres narcisistas han establecido la compra (consumo económico) como una forma socialmente aceptable de expresar agresión. Varios investigadores no encuentran evidencia de que una mayor base de fabricación pueda estimular el crecimiento económico, mientras que mejorar la eficacia del gobierno y la calidad de la regulación son más prometedoras para facilitar el crecimiento económico. 

#### Alienación social
En La sociedad del espectáculo (1967), Guy Debord presentó la teoría del "espectáculo": la fusión sistemática del capitalismo avanzado, los medios de comunicación de masas y un gobierno dispuesto a explotar esos factores. El espectáculo transforma las relaciones humanas en relaciones objetivadas entre imágenes y viceversa; el espectáculo ejemplar es la televisión, el medio de comunicación en el que las personas permiten pasivamente que las representaciones (culturales) de sí mismas se conviertan en agentes activos de sus creencias. El espectáculo es la forma que asume la sociedad cuando las Artes, los instrumentos de producción cultural, se han mercantilizado como actividades comerciales que convierten un valor estético en un valor comercial (una mercancía). Por lo tanto, la expresión artística está determinada por la capacidad de la persona para venderla como una mercancía, es decir, como bienes y servicios artísticos.
El capitalismo reorganiza el consumo personal para ajustarse a los principios comerciales del intercambio de mercado; El fetichismo de la mercancía transforma una mercancía cultural en un producto con una "vida propia" económica que es independiente de la voluntad y la iniciativa del artista, el productor de la mercancía. Lo que Karl Marx anticipó críticamente en el siglo XIX, con "El fetichismo de las mercancías y su secreto", Guy Debord interpretó y desarrolló para el siglo XX: que en la sociedad moderna, las intimidades psicológicas de la intersubjetividad y la autorrelación personal se mercantilizan en "experiencias" discretas que se pueden comprar y vender. La Sociedad del Espectáculo es la última forma de alienación social eso ocurre cuando una persona ve su ser (yo) como una mercancía que puede comprarse y venderse, porque considera cada relación humana como una transacción comercial (potencial). (Ver: Entfremdung, teoría de la alienación de Marx)

#### Signo semiótico
Jean Baudrillard aplicó el fetichismo de la mercancía para explicar los sentimientos subjetivos de hombres y mujeres hacia los bienes de consumo en el "ámbito de la circulación"; es decir, la mística cultural (mistificación) que la publicidad atribuye a las mercancías (bienes y servicios) con el fin de incitar al comprador a adquirir los bienes y servicios como ayudas a la construcción de su identidad cultural. En el libro Para una crítica de la economía política del signo (1972), Baudrillard desarrolló la teoría semiótica del "signo" (valor del signo) como un desarrollo de la teoría de Marx del fetichismo de la mercancía y de la dicotomía valor de cambio frente al valor de uso.

#### Colonialismo
El antropólogo Michael Taussig en su trabajo El diablo y el fetichismo de la mercancía en Sudamérica examinó los fetiches latinoamericanos destinado a criticar el fetichismo europeo capitalista. Para el autor "el diablo es un símbolo que refleja adecuadamente la condición de alienación que experimentan los campesinos, cuando se transmutan en trabajadores libres" y “el fetichismo que se encuentra en la economía de las sociedades precapitalistas surge del sentido de unidad orgánica entre las personas y sus productos, y esto contrasta fuertemente con el fetichismo de las mercancías en las sociedades capitalistas”, luego, "el fetichismo precapitalista es, entonces, interpretado y concebido por los propios actores como una resistencia al fetichismo capitalista".

#### Fetichismo genético
El «fetichismo de los genes» fue introducido por la filósofa e historiadora Donna Haraway, para definir el enfoque en el que los genes se confunden como cosas en sí mismas en lugar de complejos ensamblajes abstractos.

Un gen no es una cosa. mucho menos una «molécula principal» o un código auto-contenido. Por el contrario, el término gen significa un nodo de acción duradera en el que se encuentran muchos actores, humanos y no humanos. El fetichismo de la mercancía fue definido de manera tal que sólo los humanos eran considerados como actores reales, cuya relacionalidad social era oscurecida bajo la forma reificada de la mercancía. Pero el «fetichismo corporal», o más específicamente, el fetichismo del gen, trata sobre la confusión de la relacionalidad heterogénea por una cosa fija aparentemente objetiva. [...] El gen como fetiche es un objeto fantasma, de la misma manera y a diferencia de la mercancía. El fetichismo del gen implica "olvidar" que los cuerpos son nodos en redes de integraciones, olvidando la calidad trópica de toda petición de conocimiento. Por ello, mi vindicación de conocimientos situados y el fetichismo del gen puede de hecho transformarse en fijo y dogmático, y parecer significarse por y para si mismo, fuera de las articulaciones que vuelven sensible tal petición.

Con los avances en las tecnologías de la genómica y el ADN, la biología permite la «identidad racial / étnica» mediante la utilización de un rasgo genético con una frecuencia relativamente alta entre una comunidad culturalmente. Dicho proceso es respaldado entre comunidades, especialmente minorías étnicas, que buscan un reconocimiento no basado en la cultura y se mantuvo para luchar contra la discriminación. Por ejemplo, el antropólogo Kim Tallbear analizó la interacción del ADN con la identidad de los nativos americanos y concluyó que el «fetichismo genético» está profundamente arraigado en el discurso actual. «La molécula en sí misma llega a ser vista […] como una fuente de identidad y potencialmente, entonces, una base para afirmaciones convincentes. Se oscurecen historias políticas mucho más complejas de las relaciones y el poder en la constitución de los cuerpos, las ciudadanías y la vida de los nativos americanos».

#### Antisemitismo
Desde los tiempos de Marx se consideraba el antisemitismo por parte de grupos socialistas como reaccionario por centrar la atención de los males sociales contra un grupo de individuos más que contra el sistema mismo. Michael Heinrich consideró el antisemitismo es, en la sociedad burguesa, más que la discriminación de una minoría religiosa, como "la personalización de las relaciones fetichizadas" que "proyectan los principios constitutivos centrales de la sociedad 'hacia afuera' sobre un grupo 'extranjero'". Con ello Heinrich trató de mostrar que la opresión racista está arraigada en la economía política. El mismo Marx también cayó en tópicos antijudíos para criticar el capitalismo en su obra Sobre la cuestión judía.

### Propiedad intelectual
En el siglo XXI, la economía política del capitalismo cosificó los objetos abstractos que son la información y el conocimiento en bienes tangibles de la propiedad intelectual, que son producidos y derivados del trabajo de los intelectuales y los trabajadores de cuello blanco.

#### Base filosófica
El economista Michael Perelman examinó críticamente los sistemas de creencias de los que surgieron los derechos de propiedad intelectual, el campo del derecho que mercantilizaba el conocimiento y la información. Samuel Bowles y Herbert Gintis revisaron críticamente los sistemas de creencias de la teoría del capital humano. El conocimiento, como medio filosófico para una vida mejor, se contrasta con el conocimiento capitalista (como mercancía y capital), producido para generar ingresos y ganancias. Tal mercantilización separa el conocimiento y la información de la persona (usuaria), porque, como propiedad intelectual, son entidades económicas independientes.

#### Conocimiento: auténtico y falso
En el Posmodernismo, o la lógica cultural del capitalismo tardío (1991), el teórico marxista Fredric Jameson vinculó la cosificación de la información y el conocimiento con la distinción posmoderna entre conocimiento auténtico (experiencia) y conocimiento falsificado (experiencia vicaria), que generalmente es adquiridos a través de los medios de comunicación masiva. En Crítica de la estética de la mercancía: apariencia, sexualidad y publicidad en la sociedad capitalista (1986), el filósofo Wolfgang Fritz Haug presenta una "crítica de la estética de la mercancía" que examina cómo las necesidades y los deseos humanos se manipulan y remodelan para obtener beneficios comerciales.

#### Gestión de riesgos financieros
Los sociólogos Frank Furedi y Ulrich Beck estudiaron el desarrollo de tipos de conocimiento mercantilizados en la cultura empresarial de "prevención de riesgos" en la gestión del dinero. La expansión económica posterior a la Segunda Guerra Mundial (c. 1945-1973) creó mucho dinero (capital y ahorros), mientras que la ideología burguesa dominante del dinero favoreció la filosofía de gestión de riesgos de los administradores de fondos de inversión y activos financieros. De esa administración del dinero de inversión, manipulado para crear nuevo capital, surgió la preocupación por los cálculos de riesgo, que posteriormente fue seguida por la "ciencia económica" de la gestión de prevención de riesgos. A la luz de lo cual, la mercantilización del dinero como "fondos de inversión financiera" permite que una persona común se haga pasar por una persona rica, como un tomador de riesgos económicos capaz de arriesgarse a perder dinero invertido en el mercado. Por lo tanto, la fetichización del riesgo financiero como "una suma de dinero" es una cosificación que distorsiona la percepción social de la verdadera naturaleza del riesgo financiero, tal como lo experimenta la gente común.  Además, la valoración del riesgo financiero es susceptible de sesgos ideológicos; que las fortunas contemporáneas se logran a partir del conocimiento de expertos en administración financiera, que estudian la relación entre factores económicos "conocidos" y "desconocidos", mediante los cuales se pueden manipular y explotar los temores humanos al dinero.

#### Arte mercantilizado
Los críticos culturales Georg Simmel y Walter Benjamin examinaron y describieron los fetiches y el fetichismo del arte, mediante el cual se producen mercancías "artísticas" para su venta en el mercado, y cómo la mercantilización determina y establece el valor de las mercancías artísticas (bienes y servicios) derivado del arte legítimo; por ejemplo, la venta de efectos personales de un artista como "fetiches artísticos".

#### Traducción legal
En el campo del derecho, el académico soviético Evgeny Pashukanis (La teoría general del derecho y el marxismo, 1924), el político austriaco Karl Renner, el politólogo alemán Franz Leopold Neumann, el escritor socialista británico China Miéville, el abogado laboralista Marc Linder y el filósofo jurídico estadounidense Duncan Kennedy (The Role of Law in Economic Theory: Essays on the Fetishism of Commodities, 1985) han explorado respectivamente las aplicaciones del fetichismo de las mercancías en sus sistemas jurídicos contemporáneos, y han informado de que la reificación de las formas jurídicas distorsiona relaciones sociales. 

## Crítica

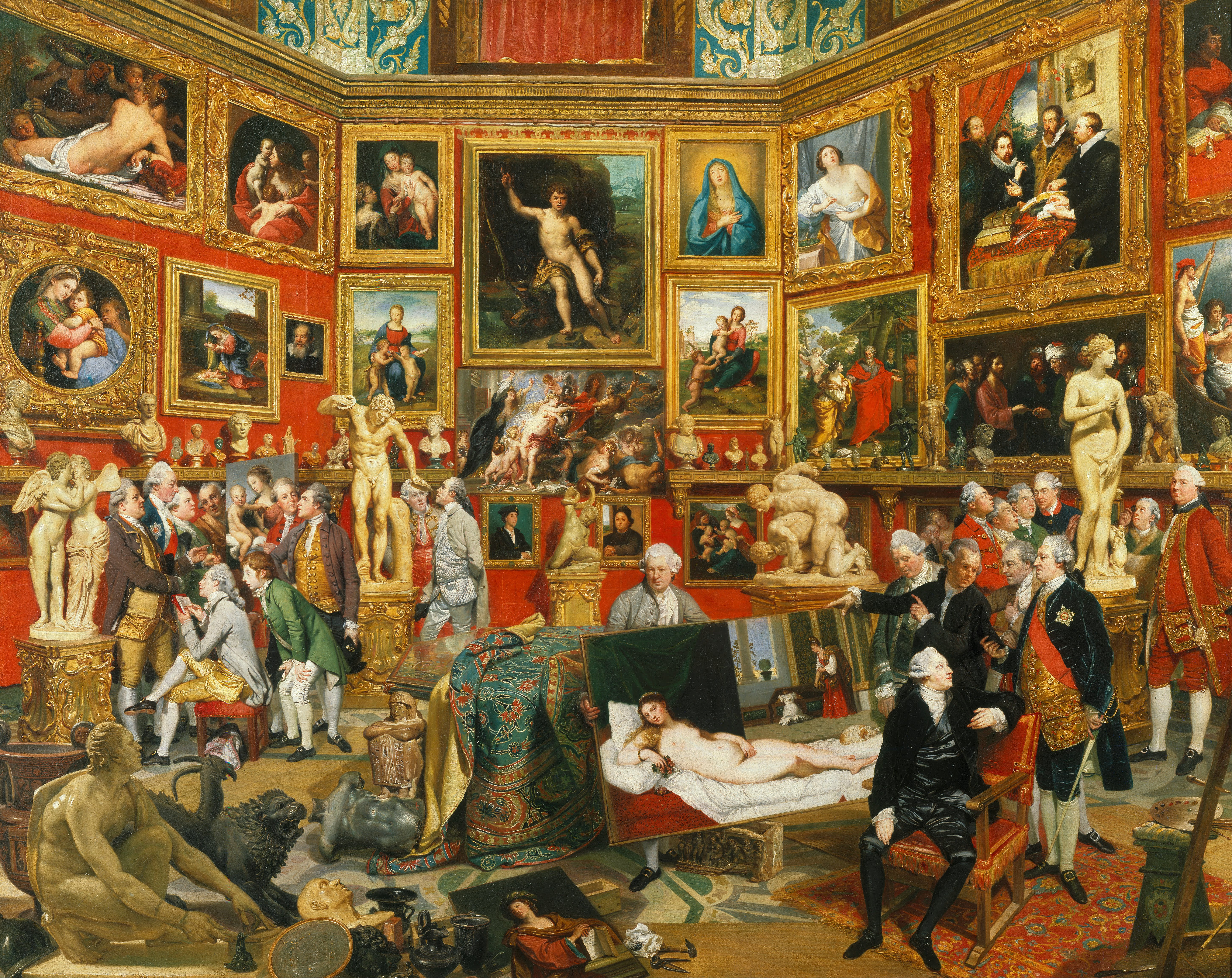
La Tribuna de los Uffizi (1772-1778) de Johann Zoffany describe la metamorfosis del fetichismo de la mercancía de las pinturas al óleo en productos de la industria cultural.

La teoría marxista del fetichismo de la mercancía es criticada desde múltiples perspectivas.

### Lógica del mercado
En el libro In Praise of Commercial Culture (2000), el economista neoclásico Tyler Cowen dijo que a pesar de la tendencia cultural a los fetiches y al fetichismo, la fetichización humana de las mercancías es un ejemplo de antropomorfismo (atribuir características personales a los animales y objetos) y no un rasgo filosófico particular de la economía del capitalismo o de la psicología colectiva de una sociedad capitalista. La gente suele distinguir entre valoraciones comerciales (mercancías) y valoraciones culturales (objets d'art); si no, la vida cotidiana sería muy difícil porque la gente no podría ponerse de acuerdo sobre el valor y la valoración de un objeto; así, si el mercado no existiera, hubiera sido imposible que las masas populares tuvieran acceso a los objetos culturales. 

### El capitalismo como religión
En el ensayo El capitalismo como religión (1921), Walter Benjamin dijo que si la gente trata o no al capitalismo como una religión era un tema discutible, porque "Uno puede contemplar en el capitalismo una religión, es decir, el capitalismo esencialmente sirve para satisfacer las mismas preocupaciones, angustias e inquietudes que antes respondía la llamada religión ". Que la religión del capitalismo se manifiesta en cuatro principios:
(i) "El capitalismo es una religión puramente de culto, quizás la más extrema que jamás haya existido".
(ii) "La permanencia del culto".
(iii) "El capitalismo es probablemente la primera instancia de un culto que crea culpa, no expiación".
(iv) "Dios debe estar oculto de él, y puede ser abordado sólo cuando la culpa está en su cenit".

### Iconoclasia de productos básicos
En Retrato de un marxista como una monja joven, la profesora Helena Sheehan dijo que la analogía entre el fetichismo de la mercancía y la religión es errónea, porque la gente no adora el dinero y las mercancías en el sentido espiritual, atribuyéndoles poderes sobrenaturales. Las creencias psicológicas humanas sobre las relaciones de valor inherentes al fetichismo de la mercancía no son creencias religiosas y no poseen las características de las creencias espirituales. La prueba de esta interpretación radica en la posibilidad de que una persona sea un creyente religioso, a pesar de ser consciente del fetichismo de la mercancía y ser crítico con sus manifestaciones; derribando al becerro de oro podría ser parte integral de la religiosidad de uno, y tal iconoclasia conduciría a oponerse a todas las manifestaciones de idolatría. 